# My Kore! Lite CoCo
Albums de CoCo
CoCo Uta no Ōmoka Sono 2
(2008)
 My Kore! Lite CoCo  (MYこれ! Lite CoCo, ou My Kore! Lite Series CoCo) est une compilation de singles de CoCo ; c'est la septième compilation consacrée au groupe.

## Présentation
L'album sort le 21 avril 2010 au Japon sous le label Pony Canyon. Il est publié dans le cadre de la série de compilations de la collection « My Kore! Lite », sortie à prix réduit au début des années 2010 et consacrée à des idoles japonaises des années 80 et 90. Comme pour les autres disques de la série, la pochette de l'album est un simple montage de huit pochettes de singles du groupe. Cette série est une nouvelle version de la série de compilations similaire « My Kore! Kushon » (pour My Collection) sortie dix ans auparavant, mais avec quelques titres en moins sur chaque album.
L'album contient dans leur ordre de sortie onze des quatorze titres parus en "face A" des singles du groupe, de 1989 à 1994, plus la chanson Omoide ga Ippai parfois considérée comme la "co-face A" du single Natsu no Tomodachi ; tous ces titres figuraient déjà sur la compilation similaire My Kore! Kushon CoCo Best de 2001. Azusa Senō ne chante pas sur les quatre derniers titres, sortis après son départ.

## Liste des titres
| 1.  | Equal Romance (EQUALロマンス)                                            | 1er single (1989) / Album Strawberry         | 4:28 |
| 2.  | Hanbun Fushigi (はんぶん不思議)                                          | 2e single (1990) / Album Strawberry          | 3:50 |
| 3.  | Natsu no Tomodachi (夏の友達)                                            | 3e single (1990) / Compilation CoCo Ichiban! | 3:31 |
| 4.  | Omoide ga Ippai (思い出がいっぱい) (face B du single Natsu no Tomodachi) | 3e single (1990) / Compilation CoCo Ichiban! | 3:51 |
| 5.  | Sasayaka na Yūwaku (ささやかな誘惑)                                      | 4e single (1990) / Album Snow Garden         | 4:28 |
| 6.  | News na Mirai (Newsな未来)                                               | 6e single (1991) / Compilation CoCo Ichiban! | 3:59 |
| 7.  | Muteki no Only You (無敵のOnly You)                                      | 7e single (1991) / Compilation Singles       | 3:25 |
| 8.  | Yume Dake Miteru (夢だけ見てる)                                          | 8e single (1991) / Album Share               | 4:42 |
| 9.  | Natsuzora no Dreamer (夏空のDreamer)                                     | 10e single (1992) / Album Sylph              | 4:00 |
| 10. | Chiisa na Ippo de (ちいさな一歩で)                                       | 12e single (1993) / Album Sweet & Bitter     | 4:08 |
| 11. | Koi no Junction (恋のジャンクション)                                     | 13e single (1993) / Compilation Singles      | 4:02 |
| 12. | You're My Treasure - Tōi Yakusoku (You're my treasure〜遠い約束)         | 14e single (1994) / Album Sweet & Bitter     | 4:42 |